# ديغتيارسك
ديغتيارسك (بالروسية: Дегтярск) هي إحدى مدن روسيا في الكيان الفدرالي الروسي سفيردلوفسك أوبلاست.